# Henrike Lähnemann

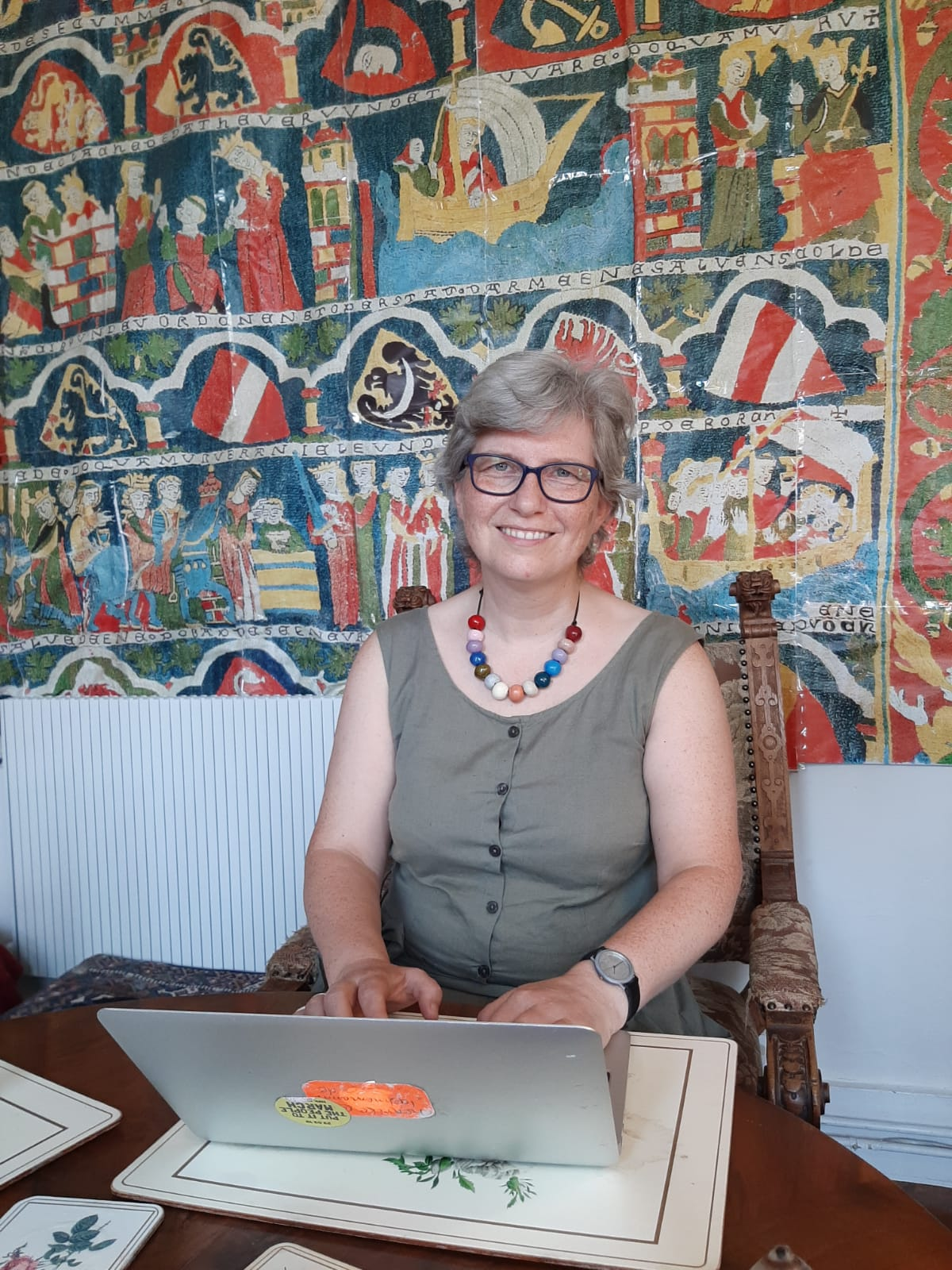
Henrike Lähnemann (2020)

Henrike Lähnemann (* 15. Mai 1968 in Münster) ist eine deutsche Germanistin. Sie lehrt als Professorin für Germanistische Mediävistik an der University of Oxford.

## Leben und Werk
Henrike Lähnemann ist die Tochter des Theologen Johannes Lähnemann und die Enkelin der Mediävistin Eleonore Dörner und des Archäologen Friedrich Karl Dörner. Sie wurde in Münster geboren und ging in Lüneburg (Johanneum Lüneburg) und Nürnberg (Neues Gymnasium Nürnberg) zur Schule. Sie studierte Deutsche Literatur, Kunstgeschichte und Theologie an den Universitäten Bamberg, Edinburgh, Berlin und Göttingen. Nach ihrer Promotion über spätmittelalterliche deutsche Lehrdichtung an der Universität Bamberg arbeitete sie an der Universität Tübingen, wo sie sich mit einer Untersuchung über das Buch Judith in der deutschen Literatur des Mittelalters habilitierte. Lähnemann verbrachte ein Jahr als Feodor Lynen Stipendiatin an der University of Oxford und ein Semester als Gastprofessorin an der Universität Zürich. Von 2006 bis 2014 hatte sie den Lehrstuhl für Germanistik an der Newcastle University inne und leitete die Abteilung Deutsch der School of Modern Languages an der Newcastle University. 2010 wurde sie von der DFG für die Aufnahme in das Portal AcademiaNet, einer Datenbank mit Profilen führender Wissenschaftlerinnen, nominiert. Von 2009 bis 2014 war sie Vorsitzende der Organisation Women in German Studies. 2015 hat sie den Lehrstuhl für Germanistische Mediävistik an der University of Oxford in der Nachfolge von Nigel F. Palmer und Peter Ganz übernommen. Von 2015 bis 2024 ist sie zudem Senior Research Fellow am Freiburg Institute for Advanced Studies der Albert-Ludwigs-Universität Freiburg.
Im Zentrum ihrer Forschung stehen mittelalterliche Manuskripte, die Beziehung zwischen Text und Bild und die Art wie volkssprachliche mit lateinischer Literatur in Verbindung steht. Lähnemanns Forschung beschäftigt sich aktuell daher mit Andachtstexten aus Norddeutschland, insbesondere mit Handschriften aus dem Kloster Medingen. Des Weiteren kooperiert sie mit Eva Schlotheuber im Rahmen eines von der Gerda-Henkel-Stiftung finanzierten Projekts, das die Edition des Briefverkehrs der Nonnen des Klosters Lüne zum Ziel hat.
Thematisch setzt sich Lähnemann insbesondere mit Reformation und Buchdruck auseinander. Ihre linguistische und interdisziplinäre Perspektive komplettiert dabei das Team aus Reformationsexperten der University of Oxford, zu denen unter anderem auch Lyndal Roper und Diarmaid MacCulloch zählen. Im Rahmen des Projekts Translating, Printing, Singing the Reformation kamen neben Buchdruck-Workshops und Neuinszenierungen reformatorischer Schlüsselszenen sowohl eine Website, die Zugang zu digitalisierten Reformationspamphleten bietet, als auch ein Blog und ein Podcast zustande, die die jüngsten Aktivitäten des Reformationsteams dokumentieren. Die politische Relevanz des Projekts zeigt sich in der Verbindung von Reformations- mit Anti-Brexit-Gedanken sowie ganz besonders auch im Gebrauch der Reformationsflugschriften für ein Protest-Hallelujah im Rahmen des zivilen Widerstands in Hongkong.
Die Autorin Angelika Overath, mit der sie eine langjährige produktive Arbeitsbeziehung verbindet, hat ihr ihren Roman Sie dreht sich um gewidmet. Zudem wurde Henrike Lähnemann im Buch Die Glücklichen. Warum Frauen die Mitte des Lebens so großartig finden von Susanne Beyer als eine von 18 erfolgreichen Frauen um die 50, neben Christiane Paul und Claudia Schiffer, porträtiert.
Gemeinsam mit der Historikerin Eva Schlotheuber veröffentlichte Henrike Lähnemann 2023 eine Monographie mit dem Titel Unerhörte Frauen. Die Netzwerke der Nonnen im Mittelalter.

## Forschungsprojekte
- Treasures of the Taylorian. Series One: Reformation Pamphlets
- Briefedition Kloster Lüne[18][19]
- Medingen Manuskripte[20]
- Sword of Judith Project[21]
- Renner von Hugo von Trimberg[22]
- Jüngerer Sigenot[23]

## Publikationen
- Zusammen mit Eva Schlotheuber u. a.: Netzwerke der Nonnen. Kritische Edition der Briefsammlung der Lüner Benediktinerinnen (Hs. 15, ca. 1460–1555) (= Spätmittelalter, Humanismus, Reformation). Mohr Siebeck, Tübingen 2024, ISBN 978-3-16-160898-8, E-Book, PDF: ISBN 978-3-16-160899-5 doi:10.1628/978-3-16-160899-5.
- Zusammen mit Eva Schlotheuber: Unerhörte Frauen. Die Netzwerke der Nonnen im Mittelalter. Propyläen, Berlin 2023, ISBN 978-3-549-10037-0.
- Zusammen mit Howard Jones, Martin Keßler und Christina Ostermann herausgegeben: Martin Luther. Sermon von Ablass und Gnade (= Treasures of the Taylorian. Series One: Reformation Pamphlets 2). Taylor Institution Library, Oxford 2018, ISBN 978-0-9954564-2-6.[24]
- Das Erfurter »Enchiridion« in der Goslarer Marktkirchen-Bibliothek. In: Helmut Liersch (Hrsg.): Marktkirchen-Bibliothek Goslar. Beiträge zur Erforschung der reformationszeitlichen Sammlung. Schnell & Steiner, Regensburg 2017, ISBN 978-3-7954-3032-0, S. 232–243.
- Zusammen mit Howard Jones herausgegeben: Martin Luther, Sendbrief vom Dolmetschen (= Treasures of the Taylorian. Series One: Reformation Pamphlets 1). Taylor Institution Library, Oxford 2017, ISBN 978-0-9954564-1-9.[25]
- Zusammen mit Eva Schlotheuber u. a.: Netzwerke der Nonnen. Edition und Erschließung der Briefsammlung aus Kloster Lüne (ca. 1460–1555). In: Wolfenbütteler Digitale Editionen. Wolfenbüttel 2016-, online.
- Medinger Nonnen als Schreiberinnen zwischen Reform und Reformation. In: B.-J. Kruse u. a.: Rosenkränze und Seelengärten. Bildung und Frömmigkeit in niedersächsischen Frauenklöstern. Herzog August Bibliothek, Wolfenbüttel 2013, ISBN 978-3-447-06813-0, S. 37–42, 319–320.
- Der Medinger “Nonnenkrieg” aus der Perspektive der Klosterreform. Geistliche Selbstbehauptung 1479–1554. In: Kees Schepers, Thom Mertens (Hrsg.): 1517–1545: The Northern Experience. Mysticism, Art and Devotion between Late Medieval and Early Modern (= Ons Geestelijk Erf. 87.2016, 1-2), S. 91–116, (doi:10.2143/OGE.87.1.3200541, Lizenzpflichtig), (Peer reviewed).
- Zusammen mit Ulrike Hascher-Burger: Liturgie und Reform im Kloster Medingen. Edition und Untersuchung des Propst-Handbuchs Oxford, Bodleian Library, MS. Lat. liturg. e. 18 (= Spätmittelalter, Humanismus, Reformation. 76). Mohr Siebeck, Tübingen 2013. ISBN 978-3-16-152804-0.[26]
- Text und Textil. Die beschriebenen Pergamente in den Figurenornaten In: C. Klack-Eitzen, W. Haase, T. Weissgraf: Heilige Röcke. Kleider für Skulpturen in Kloster Wienhausen. Schnell & Steiner, Regensburg 2013, ISBN 978-3-7954-2701-6, S. 71–78 (79–173).
- Also do du ok. Andachtsanweisungen in den Medinger Handschriften In: E. Brüggen, F.-J. Holznagel, S. Coxon, A. Suerbaum: Text und Normativität im deutschen Mittelalter. de Gruyter, Tübingen 2012, ISBN 978-3-11-028004-3, S. 437–453.
- Der Auferstandene im Dialog mit den Frauen. Die Erscheinungen Christi in den Andachtsbüchern des Klosters Medingen In: L. M. Koldau: Passion und Ostern in den Lüneburger Klöstern. Verlag Kloster Ebstorf, Ebstorf 2010, ISBN 978-3-926655-11-0, S. 105–134.
- The Sword of Judith. Judith Studies Across the Disciplines. Open Book Publishers, Cambridge, UK 2010, ISBN 978-1-906924-15-7.
- Per organa. Musikalische Unterweisung in Handschriften der Lüneburger Klöster In: H. Lähnemann, S. Linden: Dichtung und Didaxe. Lehrhaftes Sprechen in der deutschen Literatur des Mittelalters. Walter de Gruyter, Berlin / New York 2009, ISBN 978-3-11-021898-5, S. 397–412, urn:nbn:de:hebis:30:3-234398, (doi:10.1515/9783110218992.397, Verlag, Lizenzpflichtig).
- Zusammen mit Sandra Linden herausgegeben: Dichtung und Didaxe. Lehrhaftes Sprechen in der deutschen Literatur des Mittelalters. de Gruyter, Berlin / New York 2009, ISBN 978-3-11-021898-5, urn:nbn:de:hebis:30:3-234466, (doi:10.1515/9783110218992, Verlag, Lizenzpflichtig).
- Hystoria Judith: Deutsche Judithdichtungen vom 12. bis zum 16. Jahrhundert (= Scrinium Friburgense. 20). Walter de Gruyter, Berlin 2006, ISBN 978-3-11-019011-3, doi:10.1515/9783110925418.
- ‘An dessen bom wil ik stighen.’ Die Ikonographie des Wichmannsburger Antependiums im Kontext der Medinger Handschriften. In: Oxford German Studies 2005, ISSN 1745-9214 (electronic), Band 34, S. 19–46.